# Isabel (stripreeks)
Isabel is een stripreeks bedacht door Yvan Delporte en Raymond Macherot en getekend door Will.

## Inhoud
De reeks gaat vooral over het kleine meisje Isabel dat vaak in een fantastische wereld terechtkomt. Ze leeft wel in de gewone wereld, maar komt er vreemde wezens tegen, zoals monsters, heksen, tovenaars en geesten.

## Personages
- Isabel: een klein, hulpvaardig en moedig meisje dat per toeval altijd maar betrokken wordt in de fantasiewereld.
- Tante Ursula: de tante van Isabel, zij gelooft absoluut niet in hekserij. Zelfs als ze met haar neus op de feiten gedrukt wordt, blijft ze er blind voor.
- Oom Hermes: in feite de achteroudoom van Isabel. Magiër van beroep. Hij had in het begin bokkenpoten, maar tovert die later weg om er wat normaler uit te zien.
- Calendula: de verloofde van oom Hermes. Ze is een vriendelijke en sexy toverkol.
- Kalendula: de betbetbetovergrootmoeder "of zoiets" van Calendula. Zij is afgrijselijk lelijk, maar tovert zichzelf soms om tot een knappe heks. Ze wil niets liever dan Hermes in haar macht hebben.

## Geschiedenis
Isabel werd voor het eerst gepubliceerd in 1969 in weekblad Robbedoes. Na het vijfde avontuur in 1974 werd Macherot plots ernstig ziek en moest Delporte een andere co-scenarist zoeken. Die vond hij in zijn en Wills oude vriend André Franquin. Samen maken ze 5 albums tussen 1975 en 1986, die worden beschouwd als de beste uit de reeks. Maar het succes bleef uit en Will besloot zich meer te concentreren op zijn hoofdreeks Baard en Kale, terwijl Franquin zich op een tekenfilmavontuur stortte. Na een onderbreking volgden nog enkele albums waarbij enkel Delporte instond voor het scenario. Uitgeverij Dupuis besloot in 1994 de reeks te stoppen omdat die niet succesvol genoeg was.

## Albums
Hieronder staat de lijst met verschenen albums in deze reeks. Alle albums verschijnen bij Dupuis.
1. Delporte, Macherot en Will, Het betoverde schilderij (ook in Okay-reeks)
2. Delporte, Macherot en Will, Isabel en de kapitein
3. Delporte, Macherot, Franquin en Will, De hekserij van oom Hermes
4. Delporte, Macherot, Franquin en Will, De ceintuur van Cassiopea
5. Delporte, Franquin en Will, Een rijk van tien morgen
6. Delporte, Franquin en Will, De behekste vijver
7. Delporte, Franquin en Will, Het orakel van Delft
8. Delporte en Will, Bolle maan
9. Delporte en Will, De tol van het Jammerdal
10. Delporte en Will, De betovering van Waterland
11. Delporte en Will, De grote bonbon
12. Delporte en Will, De vijf volken

### Buiten reeks
- Delporte, Macherot en Will, Isabel en meneer Flophuis, uitgeverij Arboris